# Poecilippe simplex
Poecilippe simplex är en skalbaggsart som först beskrevs av Bates 1874.  Poecilippe simplex ingår i släktet Poecilippe och familjen långhorningar. Inga underarter finns listade i Catalogue of Life.